# Good Fortune
«Good Fortune» —en españolː Buena fortuna— es una canción de la cantante y compositora inglesa PJ Harvey, publicada el 11 de noviembre de 2000 como el primer sencillo de su quinto álbum de estudio, Stories from the City, Stories from the Sea. El tema fue escrito por Harvey y producido por ella junto a Rob Ellis y Mick Harvey, y cuya letra habla de la mala suerte de Harvey en el amor.
La canción alcanzó la posición número 41 de la lista de sencillos del Reino Unido y contó con un vídeo musical dirigido por Sophie Muller.

## Origen y grabación
«Good Fortune» fue grabada en las sesiones de Stories from the City, Stories from the Sea en el período de marzo a abril de 2000, en Linford Manor en Milton Keynes, Reino Unido. Fue una de las 19 canciones que Harvey había escrito para el álbum, junto con los lados-B del sencillo, «Memphis» y «66 Promises». Aunque la mayor parte de «Good Fortune» se grabó en el estudio, partes de esta fueron registradas solo por Harvey en un grabador de casete de 4 pistas en Nueva York y Dorset. La canción fue mezclada por Victor Van Vugt en el Fallout Shelter en mayo de 2000.

### Composición
El tema fue escrito por Harvey y producido por ella junto al  multiinstrumentista Mick Harvey y a su excompañero de banda Rob Ellis. Se establece en el tiempo común 4/4 y compuesto en la clave de La menor. El verso sigue un patrón repetitivo de dos acordes  (la7–Sol6) y los estribillos finales de cada verso repiten dos acordes (Do–Fa5), El coro tiene una progresión ascendente de graves compuesta por cuatro acordes (la7–Sol6/Si–Do–Re) y terminando en Sol5.
La letra habla de la mala suerte en el amor, y en ella hace alusión a la ciudad de Nueva York al igual que en varias canciones del álbum,  debido a que Harvey vivió allí durante varios meses antes de grabar el disco.

## Lanzamiento y recepción de la crítica
«Good Fortune» fue publicado el 11 de noviembre por Island Records, recién 21 días después del lanzamiento del álbum, siendo editada en formato de  sencillo en CD y en vinilo de 7"; ambos soportes físicos contenían los lados-B «Memphis» y «66 Promises»; la versión australiana contenía el vídeo musical de la canción junto con el de «A Place Called Home» además de un press kit y se publicaron CD promocionales para la radio estadounidense y española. Una versión en VHS apareció en Estados Unidos, Canadá y Reino Unido. La fotografía de la portada del sencillo fue tomada por Maria Mochnacz, quien junto a Rob Crane estuvieron a cargo del diseño del arte del disco del sencillo.
«Good Fortune» alcanzó el número 41 en la lista de sencillos del Reino Unido, el puesto 100 en Francia y el 71 en Australia.
La recepción para «Good Fortune» por parte de la crítica especializada fue positiva, diversas reseñas compararon el sonido de Harvey con artistas como Chrissie Hynde y Patti Smith; Heather Phares de AllMusic describió la canción como «una en la que Harvey canaliza tanto a la chica sexy de Chrissie Hynde como al grito feroz de Patti Smith». La crítica de NME también la comparó con Patti Smith, y Pitchfork Media dijo que «Good Fortune» «mantiene un sonido pop similar pero incluso más banal, con Harvey recordandonos claramente a Chrissie Hynde, tanto musical como vocalmente».

## Vídeo musical
Dirigido por Sophie Muller, el video de «Good Fortune» muestra a Harvey caminando y corriendo por las calles de Londres durante la noche y terminando con ella entrando a una cafetería. La grabación del video fue de aproximadamente seis horas de duración, en donde Harvey tomaba la misma ruta en cada toma, pero "cambiando lo que [ella] estaba haciendo todo el tiempo".
La grabación del vídeo se enfrentó a una serie de contratiempos, la mayoría con respecto al camarógrafo, quién debió caminar de espaldas durante el rodaje siendo guiado por sus asistentes, y el equipo de iluminación tuvo dificultades para mantener la iluminación correcta debido al movimiento improvisado de Harvey.

## Lista de canciones
Todas las canciones han sido escritas por PJ Harvey.
| Vinilo de 7" en Reino Unido 1. «Good Fortune» – 3:23 2. «66 Promises» – 3:49 Sencillo en CD 1 del Reino Unido 1 y sencillo en Europa 1. «Good Fortune» – 3:23 2. «66 Promises» – 3:49 3. «Memphis» – 3:51 Sencillo en CD 2 del Reino Unido 1. «Good Fortune» – 3:23 2. «Memphis» – 3:51 3. «30» – 4:12 Sencillo en CD promocional de Estados Unidos 1. «Good Fortune» – 3:19 2. «Call Out Research Hook» – 0:10 Sencillo en CD promocional de una pista en España 1. «Good Fortune» – 3:23 | Sencillo en CD de Australia 1. «Good Fortune» – 3:23 2. «66 Promises» – 3:49 3. «Memphis» – 3:51 4. «30» – 4:12 Contenido multimedia 1. «Good Fortune» (video) – 3:18 2. «A Place Called Home» (video) – 3:39 3. Stories from the City, Stories from the Sea EPK (video) – 13:16 VHS en Estados Unidos y Canadá 1. «Good Fortune » 2. EPK 3. «Good Fortune» (Live Jay Leno) VHS en Reino Unido 1. «Good Fortune» – 3:23 |

## Posicionamiento en las listas
| País        | Lista                         | Posición |
| ----------- | ----------------------------- | -------- |
| Australia   | Australian ARIA Singles Chart | 71       |
| Francia     | French Singles Chart          | 100      |
| Reino Unido | UK Singles Chart              | 41       |

## Créditos
Todos los créditos se han adaptado a partir de las notas de Stories from the City, Stories from the Sea.
| Músicos - PJ Harvey: voz, guitarra, producción. - Rob Ellis: batería, piano, piano eléctrico, producción. - Mick Harvey: órgano, bajo, percusión, producción. Personal técnico - Victor Van Vugt – ingeniero de sonido, mezcla. - Howie Weinberg - masterización. | Diseño - Rob Crane – diseño, arte del disco. - Maria Mochnacz - diseño, fotografía. |